# Teucholabis polita
Teucholabis polita är en tvåvingeart som beskrevs av Osten Sacken 1888. Teucholabis polita ingår i släktet Teucholabis och familjen småharkrankar. Inga underarter finns listade i Catalogue of Life.